# Lijst van oorlogsmonumenten in Peel en Maas
De Nederlandse gemeente Peel en Maas heeft 28 oorlogsmonumenten. Hieronder een overzicht.
| Nr.  | Object                                    | Herdachte groep | Ontwerper                                                                                | Onthulling        | Type               | Locatie                            | Plaats      | Coördinaten                   | Foto                                |
| ---- | ----------------------------------------- | --- | ---------------------------------------------------------------------------------------- | ----------------- | ------------------ | ---------------------------------- | ----------- | ----------------------------- | ----------------------------------- |
| 619  | Onderduikersmonument                      | verzet Nederland | Ir. Jules Kayser (ontwerp), Albert Meertens (ontwerp plaat), Mathieu Wanten (uitvoering) | 21 november 1970  | gedenksteen        | Baarlosestraat, 5993 AV            | Maasbree    | 51° 20' 60" NB, 6° 6' 46" OL  |                                     |
| 1773 | Oorlogsmonument                           | algemeen, militairen in dienst van het Ned. Kon. na 1945, militairen in dienst van het Ned. Kon. 1940-1945, burgerslachtoffers, verzet Nederland | Wim Rijvers (1927-2010)                                                                  | 16 september 1988 | zuil               | Kasteelhof 1, 5995 BX              | Kessel      | 51° 17' 28" NB, 6° 3' 25" OL  | Oorlogsmonument                     |
| 1774 | Monument in buurtschap De Donk            | allen, geallieerde militairen | M. Colbers (30-07-1934)                                                                  | 4 mei 1980        | Kruis              | Bevrijdingsweg, 5995 PX            | Kessel      | 51° 18' 34" NB, 6° 2' 57" OL  |                                     |
| 1796 | Everlo-monument                           | militairen in dienst van het Ned. Kon. 1940-1945, burgerslachtoffers, vervolgden Nederland, verzet Nederland                                     | Ir. Jules Kayser (ontwerp), Firma Tiglia (uitvoering)                                    | 8 oktober 1950    | gedenksteen        | Steenstraat 60, 5981 AG            | Everlo      | 51° 20' 2" NB, 5° 57' 56" OL  |                                     |
| 1805 | Oorlogs- en vredesmonument                | algemeen, allen | Wim Rijvers (1927-2010)                                                                  | 4 mei 1983        | beeld/sculptuur    | Schoolstraat, 5768 AP              | Meijel      | 51° 20' 34" NB, 5° 53' 15" OL |                                     |
| 2128 | Bovensbos-monument                        | verzet Nederland |                                                                                          | 16 juli 1993      | gedenksteen        | Bosweg, 5988 PZ                    | Helden      | 51° 19' 13" NB, 5° 59' 60" OL |                                     |
| 2141 | Oorlogsmonument                           | burgerslachtoffers | P. van Soest                                                                             | 1955              | begraafplaats/graf |                                    | Baarlo      | 51° 19' 52" NB, 6° 5' 47" OL  |                                     |
| 2142 | Bevrijdingsmonument                       | algemeen | Piet Peters                                                                              | 8 september 1944  | beeld/sculptuur    | Napoleonsbaan Zuid, 5991 NA        | Baarlo      | 51° 19' 19" NB, 6° 4' 52" OL  | Bevrijdingsmonument                 |
| 2143 | Verzetsmonument                           | verzet Nederland | Wim Rijvers (1927-2010)                                                                  | 21 november 1969  | beeld/sculptuur    | Baron van Erplaan, 5991 BM         | Baarlo      | 51° 19' 58" NB, 6° 5' 58" OL  |                                     |
| 2144 | Monument in het voormalige Partizanenkamp | verzet Nederland |                                                                                          |                   | gedenksteen        |                                    | Baarlo      | 51° 19' 52" NB, 6° 5' 47" OL  |                                     |
| 2193 | Beloftekruis                              | overig | H. Walda                                                                                 |                   | Kruis              | Westeringlaan, 5993 CD             | Maasbree    | 51° 21' 23" NB, 6° 1' 58" OL  |                                     |
| 2194 | Moeder van den Goeden Raad                | algemeen | J. Rutten (ontwerp), Naus (uitvoering)                                                   |                   | kapel              | Lang Hout, 5993 RC                 | Maasbree    | 51° 20' 37" NB, 6° 2' 19" OL  |                                     |
| 2195 | Monument voor Antoon Timmermans           | burgerslachtoffers | L. Duys (kruis), H. Maas (ontwerp corpus), Firma Linssen en Co. (uitvoering corpus)      | 30 december 1948  | Kruis              | Breetse Peelweg, 5993 NC           | Maasbree    | 51° 21' 56" NB, 6° 1' 1" OL   |                                     |
| 2196 | Gedachteniskapel                          | algemeen | J. Rutten (ontwerp), Familie Weijs (uitvoering)                                          |                   | kapel              | Tongerveldweg, 5993 NH             | Maasbree    | 51° 21' 49" NB, 6° 2' 5" OL   |                                     |
| 2197 | Onze-Lieve-Vrouw van den Goeden Duik      | verzet Nederland | J. Rutten (ontwerp), Familie Cox (uitvoering), Sjeng en Reinier Custers (uitvoering)     |                   | kapel              | Lange Heide, 5993 PB               | Maasbree    | 51° 22' 14" NB, 6° 3' 35" OL  |                                     |
| 2679 | Vredesmonument                            | algemeen | Dhr. J. Boon, mevr. M. Wijnhoven-Boon                                                    | 4 mei 2005        | beeld/sculptuur    | Markt, 5991 AT                     | Baarlo      | 51° 19' 52" NB, 6° 5' 48" OL  |                                     |
| 2805 | Lancaster-monument ED-973                 | geallieerde militairen |                                                                                          |                   | zuil               |                                    | Grashoek    | 51° 21' 42" NB, 5° 56' 24" OL |                                     |
| 2881 | Sporen die bleven                         | burgerslachtoffers |                                                                                          | 10 oktober 2004   | plaquette          |                                    | Baarlo      | 51° 19' 52" NB, 6° 5' 47" OL  |                                     |
| 2885 | Sporen die bleven                         | burgerslachtoffers | Frank Sonnemans                                                                          | 8 oktober 2004    | zuil               |                                    | Everlo      | 51° 20' 2" NB, 5° 57' 33" OL  |                                     |
| 2891 | Sporen die bleven                         | burgerslachtoffers, vervolgden Nederland |                                                                                          | 8 oktober 2004    | plaquette          |                                    | Egchel      | 51° 18' 48" NB, 5° 58' 11" OL |                                     |
| 2894 | Sporen die bleven                         | burgerslachtoffers |                                                                                          | 8 oktober 2004    | plaquette          | Pastoor Vullinghsstraat 3, 5985 PG | Grashoek    | 51° 21' 39" NB, 5° 56' 29" OL |                                     |
| 2901 | Sporen die bleven                         | burgerslachtoffers |                                                                                          | 8 oktober 2004    | plaquette          |                                    | Helden      | 51° 19' 13" NB, 5° 59' 60" OL |                                     |
| 2907 | Sporen die bleven                         | burgerslachtoffers |                                                                                          | 3 oktober 2004    | plaquette          |                                    | Kessel      | 51° 17' 31" NB, 6° 3' 22" OL  |                                     |
| 2908 | Sporen die bleven                         | burgerslachtoffers |                                                                                          | 8 oktober 2004    | plaquette          |                                    | Koningslust | 51° 21' 23" NB, 5° 59' 40" OL |                                     |
| 2913 | Sporen die bleven                         | burgerslachtoffers |                                                                                          | 10 oktober 2004   | plaquette          |                                    | Maasbree    | 51° 21' 31" NB, 6° 2' 51" OL  |                                     |
| 2915 | Sporen die bleven                         | burgerslachtoffers |                                                                                          | 19 november 2004  | plaquette          |                                    | Meijel      | 51° 20' 39" NB, 5° 53' 8" OL  |                                     |
| 2922 | Sporen die bleven                         | burgerslachtoffers |                                                                                          | 8 oktober 2004    | plaquette          |                                    | Panningen   | 51° 19' 44" NB, 5° 58' 55" OL |                                     |
| 3069 | Sporen die bleven                         | burgerslachtoffers |                                                                                          |                   | plaquette          |                                    | Beringe     | 51° 20' 16" NB, 5° 56' 43" OL |                                     |
|      | Herdenkingsmonument Lancaster HK569       | geallieerde militairen | Dirk Verberne                                                                            | 21 juli 2022      | beeld/sculptuur    | Oppe Loswal                        | Kessel      | 51° 17' 26" NB, 6° 3' 27" OL  | Herdenkingsmonument Lancaster HK569 |

Beek ·
Beekdaelen ·
Beesel ·
Bergen ·
Brunssum ·
Echt-Susteren ·
Eijsden-Margraten ·
Gennep ·
Gulpen-Wittem ·
Heerlen ·
Horst aan de Maas ·
Kerkrade ·
Landgraaf ·
Leudal ·
Maasgouw ·
Maastricht ·
Meerssen ·
Mook en Middelaar ·
Nederweert ·
Peel en Maas ·
Roerdalen ·
Roermond ·
Simpelveld ·
Sittard-Geleen ·
Stein ·
Vaals ·
Valkenburg aan de Geul ·
Venlo ·
Venray ·
Voerendaal ·
Weert